# مارک وادینگتون (بازیکن فوتبال)
مارک وادینگتون (انگلیسی: Mark Waddington؛ زادهٔ ۱۱ اکتبر ۱۹۹۶) بازیکن فوتبال اهل بریتانیا است.
از باشگاه‌هایی که در آن بازی کرده‌است می‌توان به باشگاه فوتبال بلکپول و باشگاه فوتبال استوک سیتی اشاره کرد.